# Floricomus littoralis
Floricomus littoralis är en spindelart som beskrevs av Chamberlin och Ivie 1935. Floricomus littoralis ingår i släktet Floricomus och familjen täckvävarspindlar. Inga underarter finns listade i Catalogue of Life.